# Heidi und Erni
Heidi und Erni ist eine deutsche Familienserie, die in den Jahren 1990 bis 1993 produziert wurde. Die Titelrollen spielten die beiden Volksschauspielerinnen Heidi Kabel und Erni Singerl.

## Handlung
Georg „Schorsch“ Käslinger, Deuttlfinger Original und Seele des örtlichen Trachtenvereins, ist gestorben. Er hinterlässt zwei Erbinnen, die beiden Ex-Ehefrauen Heidi und Erni. Bei der Testamentseröffnung erfahren sie zu ihrer Überraschung, dass Georg Käslinger ihnen sein Landhaus mit dazugehörigem Campingplatz gemeinsam vererbt hat. Die beiden Frauen beschließen, das Erbe gemeinsam anzutreten. Heidi Käslinger, geborene Tesdorpf, die in Hamburg-Blankenese wohnt, verlässt ihre Wohnung in Hamburg und kommt nach Deuttlfing, ebenso Erni, die von München ebenfalls nach Deuttlfing zieht. Die beiden Frauen raufen sich, nach anfänglicher Skepsis und Misstrauen, und nach einigen Streitigkeiten und Eifersüchteleien schließlich zusammen. Sie werden Freundinnen und führen den Campingplatz gemeinsam. Dabei helfen sie einigen ihrer Mitmenschen bei der Lösung ihrer Probleme, unter anderem der verliebten Margot und ihrem Freund Jens, die sie mit den Eltern aussöhnen.

## Darsteller
Die beiden Volksschauspielerinnen Heidi Kabel und Erni Singerl verkörperten auf humorvolle Weise den Nord-Süd-Kontrast in Deutschland.
In weiteren Rollen waren zu sehen: Werner Asam, Mark Bellinghaus, Horst Bollmann, Viktoria Brams, Beppo Brem, Hans Clarin, Edeltraut Elsner, Michael Hinz, Mariele Millowitsch, Willy Millowitsch, Freddy Quinn, Fritz Straßner und Sybille Waury.

## Produktion
Insgesamt wurden 36 Folgen der Serie gedreht. Sie lief erstmals von Januar bis April 1992 im Vorabendprogramm der ARD. Von August 1992 bis April 1993 wurden die ursprünglich gesendeten 32 Folgen wiederholt. Außerdem wurden vier neue Folgen gesendet. Weitere Wiederholungen von Heidi und Erni gab es in mehreren Regionalprogrammen der ARD: Von 1997 bis 1998 im Bayerischen Rundfunk, 1997 im  Norddeutschen Rundfunk und ab November 1998 im Mitteldeutschen Rundfunk.